# کواک جه-یونگ
کواک جه-یونگ (کره‌ای: 곽재용؛ زادهٔ ۲۲ مهٔ ۱۹۵۹) کارگردان فیلم و فیلم‌نامه‌نویس اهل کره جنوبی است. او در سال ۲۰۰۲ برندهٔ جایزهٔ ناقوس بزرگ، در سال ۲۰۰۳ برندهٔ جایزه فیلم هنگ کنگ، جایزه فیلم هوچی، جایزهٔ محبوب‌ترین فیلم جشنواره بین‌المللی فیلم فنتیژا و در سال ۲۰۰۴ برندهٔ جایزه آکادمی فیلم ژاپن شد.
از فیلم‌های او می‌توان به یک پایان سال رنگارنگ، همه چیز درباره زنان، رئیس‌جمهور رمانتیک، دوست‌دختر من یک سایبورگ است، دخترم و من و دختر پرروی من اشاره کرد.